# Lydia Cheah Li Ya
Lydia Cheah Li Ya (* 8. September 1989 in Kuala Lumpur, Malaysia) ist eine malaysische Badmintonspielerin.

## Karriere
Lydia Cheah Li Ya gewann in der Saison 2006/2007 Silber in der Dameneinzelkonkurrenz bei den malaysischen Meisterschaften. 2008 konnte sie mit dem Damenteam ihres Heimatlandes bis ins Viertelfinale der Weltmeisterschaft vordringen. 2009 wurde sie Dritte bei den Südostasienspielen. Ein Jahr später gewann sie mit dem malaysischen Team die Commonwealth Games.

## Sportliche Erfolge
| Saison    | Veranstaltung             | Disziplin   | Platz | Name              |
| --------- | ------------------------- | ----------- | ----- | ----------------- |
| 2006/2007 | Malaysische Meisterschaft | Dameneinzel | 2     | Lydia Cheah Li Ya |
| 2008      | Uber Cup                  | Damenteam   | 1     | Malaysia          |
| 2009      | Südostasienspiele         | Dameneinzel | 3     | Cheah Li Ya Lydia |
| 2010      | Commonwealth Games        | Team        | 1     | Malaysia          |
| 2010      | Perak Open                | Dameneinzel | 1     | Cheah Li Ya Lydia |
| 2011      | Kedah Open                | Dameneinzel | 1     | Cheah Li Ya Lydia |